# Rita Marchisio
Rita Marchisio (Cuneo, 13 febbraio 1950) è un'ex maratoneta e mezzofondista italiana.
Il suo primato è di 2 ore, 29 minuti, 36 secondi; prima classificata a Venezia (Italia) l'11 ottobre 1987.

## Biografia
Le sue migliori prestazioni le ha ottenute dopo i 30 anni di età, in particolare il suo primato personale in maratona lo ottiene a 37 anni.
Indossa la maglia azzurra per 22 volte (solo 18 secondo gli annuari della Federazione). In carriera ha portato a termine 20 maratone.
Nel 1984 si aggiudica il titolo italiano a Rovereto sui 10.000 m con il tempo di 33'29"68. Vince il titolo italiano della mezza maratona nel 1983 (1h15'01) e nel 1984 (1h12'08). Nel 1987 si aggiudica il titolo italiano della maratona a Venezia con il tempo di 2h29'36.
Ai Campionati del Mondo di Helsinki 1983 si classifica all'11º posto con il tempo di 2h35'08, mentre si ritira ai Campionati del Mondo di Roma 1987.
Ai Campionati Europei di Atene 1982 si classifica al decimo posto con il tempo di 2h44'09 e quattro anni dopo a quelli di Stoccarda si posiziona al tredicesimo posto con 2h42'06.

## Maratone
- 1982: Maratona di Osaka il 24 gennaio: 1º in 2:32:55 (allora miglior prestazione italiana).
- 1983: Maratona di Helsinki il 7 agosto: 11º in 2:35:08.
- 1984: Maratona di New York il 28 ottobre: 9º in 2:41:18.
- 1985: Maratona di Hiroshima il 13 aprile: 6º in 2:36:00.
- 1986: Maratona di Osaka il 26 gennaio: 3º in 2:35:41.
- 1987: Maratona di Venezia il 11 ottobre: 1º in 2:29:36.
- 1988: Maratona di Carpi il 30 ottobre: 1º in 2:31:08.

## Titoli italiani
- 1984: 10.000 metri Rovereto
- 1983 1984: maratonina
- 11 ottobre 1987: Maratona di Venezia in 2 ore, 29 minuti e 36 secondi.

## Primati personali
| Disciplina         | Tempo(h=ora,'=minuti, ecc) | Anno      |
| ------------------ | -------------------------- | --------- |
| 1.500 m            | 4'33"2                     |           |
| 3.000 m            | 9'33"76                    | 1985      |
| indoor             | 10'02"4                    | 1982      |
| 5.000 m            | 16'04"27                   | 1985      |
| 10000 m (Rovereto) | 33'29"68                   | 1984      |
| mezza maratona     | 1h12'20"                   | 1983-1984 |
| Maratona           | 2h29'36"                   | 1987      |